# アマチャヅル
アマチャヅル（甘茶蔓、絞股藍、学名: Gynostemma pentaphyllum）とは、ウリ科アマチャヅル属に属する多年生のツル性の植物である。飲用や薬用に健康茶として利用される。

## 分布・生育地
日本、朝鮮半島、中国、東南アジア、インドに分布し、日本では北海道から、本州、四国、九州、沖縄まで全土に分布する。山地の林縁、山野、里山の藪（やぶ）周辺、雑木林などの半日陰の場所に多く自生しているのが見られる。

## 形態・生態
つる性の落葉多年草。茎は、地中茎が土の中を這い、地上部はつるとなって長さ3 - 5メートル (m) ほどになって長く伸び、葉腋から出た巻きひげで他の物に巻き付いてよじ登っていく。若いつるは柔らかい淡色のうぶ毛が生えるが、すぐに無毛となる。
葉は互生し、長い葉柄の先端に、鳥足状複葉（とりあしじょうふくよう）とよばれる鳥の趾のような形に広がった通常5枚に分かれた小葉がつく（3枚から7枚に分かれることもある）。小葉の形は菱形から狭卵楕円形をしており、葉縁にぎざぎざがある。葉面には細かい白毛が産生し、凹凸がある。葉は軟らかく、みずみずしい。
雌雄異株。開花期は夏から秋（8 - 9月）ころで、葉腋から房状の円錐花序を出し、径約5ミリメートル (mm) の黄緑色から淡緑色をした星状の小さな花が咲く。花冠は5裂し、花弁の先は鋭くとがり長さ2 mmほどある。
果実は液果で、雌株には径7 mm程度の球状の実がなり、熟すと緑色から黒緑色となって、上半分に萼や花冠が落ちた跡が鉢巻状の横スジとして現れる。
見かけはブドウ科のヤブガラシに似るが、ヤブガラシは巻きひげが葉腋の反対側の茎から出ることや、茎の節々が赤紫色で目立つため見分けがつき、アマチャヅルのほうが茎が細くて透明感がある緑色で、葉が柔らかく、全体に短毛がある。

## 利用
葉を煎じた少し甘味のあるお茶は、鎮静作用があり、ストレス性疾患、肩こり解消などにもよいと言われ、強壮、咳止めなどにも利用される。少し苦味があるが、苦いものの方が多くのサポニンを含むと言われている。
茎と葉には、薬用人参（朝鮮人参、高麗人参）に含まれるサポニンのジンセノサイド11種のうちの4種と同じ成分を含み、このジンノセサイドは溶血作用が少なく組織細胞を若返らせる作用があるといわれ、中国などでは古くから薬草として葉が使用されてきた。民間では、滋養保健・強壮に、8 - 9月に茎葉を刈り取って軒下などに日干しして保存したものを、1日量15グラムを約600ccの水で半量になるまで煎じて、煎じ汁を服用する方法や、軽く炒ったものを煮立ててお茶代わりにする使い方がされるほか、乾いたものを焼酎に漬け込み薬用酒として利用される。
葉は噛むと甘味があることから、日本では「アマチャヅル茶」としてドラッグストアなどで売られて飲用された。1980年ころに飲用と栽培が一時的にブームにもなった。

## 医薬品との薬剤相互作用
2018年に十文字学園女子大学の研究者らは、弱いながらも CYP1A2が関連する薬剤相互作用の可能性を報告し、栽培地・原料・製法・加工環境により成分が変わる可能性があり、安全とは考えにくいとしている。

## 栽培
夏場の直射日光を遮られる場所で栽培され、土質は選ばないものの、土は乾燥させないのがよいとされる。繁殖は種蒔きや採りまきで行い、9 - 10月が適期とされる。苗の植え付け時期は春先（3 - 4月）または、秋（10 - 11月）が適期で、定植前に元肥として有機肥料を施しておき、定植後はつるが伸びてくるため支柱を立てる。鉢植えでも栽培でき、生育期に液肥を与える程度で育てられる。